# Heineken Classic
De Heineken Classic was een golftoernooi dat van 1993 tot en met 2005 in Australië werd gespeeld. Het maakte deel uit van de Australische PGA Tour en vanaf 1996 ook van de Europese PGA Tour.
Het toernooi is gespeeld op twee verschillende banen, van 1993-2001 op de Vines Resort in West-Australië en van 2002-2005 op de Royal Melbourne Golf Club in Victoria, Zuidoost-Australië. Omdat Heineken de sponsor was, werd Chris van der Velde een paar keer uitgenodigd om mee te doen. Nadat het toernooi ook op de agenda van de Europese Tour kwam te staan speelden ook Nicolas Colsaerts (2004), Didier De Vooght (2000), Robert-Jan Derksen (1999, 2002, 2003), Maarten Lafeber (2000, 2001, 2003, 2005), Rolf Muntz (1999, 2000, 2001, 2002, 2005) en Nicolas Vanhootegem (2000, 2001) in dit toernooi.
In 2006 haakte de sponsor af. Er werd geen nieuwe sponsor gevonden hetgeen het einde van het toernooi betekende.

## Winnaars
- 1993:  Peter Senior
- 1994:  Mike Clayton
- 1995:  Robert Allenby
- 1996:  Ian Woosnam (-11)
- 1997:  Miguel Ángel Martín (-15)
- 1998:  Thomas Bjørn (-8)
- 1999:  Jarrod Moseley (-14)
- 2000:  Michael Campbell (-20)
- 2001:  Michael Campbell (-18)
- 2002:  Ernie Els (-17)
- 2003:  Ernie Els (-15)
- 2004:  Ernie Els (-20)
- 2005:  Craig Parry (-14) na play-off tegen Nick O'Hern

Abama Open de Canarias ·
AGF Open ·
Allianz Open de Lyon ·
Andalucia Masters ·
ANZ Kampioenschap ·
Argentijns Open ·
Atlantic Open ·
Australian Masters ·
Ballantine's Kampioenschap ·
Barcelona Open ·
Belgisch Open ·
Benson & Hedges International Open ·
BMW Asian Open ·
Brazil Rio de Janeiro 500 Years Open ·
Brazil São Paulo 500 Years Open ·
British Masters ·
Callers of Newcastle ·
Cannes Open ·
Car Care Plan International ·
Castelló Masters ·
Celtic International ·
Dimension Data Pro-Am ·
Double Diamond International ·
Duits Open ·
El Bosque Open ·
El Paraiso Open ·
Engels Open ·
Epson Grand Prix of Europe ·
Estoril Open ·
Extremadura Open ·
German Masters ·
Girona Open ·
Glasgow Open ·
Great North Open ·
Greater Manchester Open ·
Greg Norman Holden International ·
GSI L'Equipe Open ·
Heineken Classic ·
Honda Open ·
Indian Masters ·
Indonesian Open ·
Iskandar Johor Open ·
Jersey Open ·
John Player Classic ·
John Player Trophy ·
Johnnie Walker Classic ·
Kerrygold International Classic ·
Kronenbourg Open ·
Lawrence Batley International ·
Madrid Masters ·
Madrid Open ·
Mallorca Open ·
Marokkaans Open ·
Martini International ·
Match Play Championship ·
Merseyside International Open ·
Monte Carlo Open ·
Murphy's Cup ·
Nelson Mandela Championship ·
New Zealand Open ·
Newcastle Brown "900" Open ·
NH Collection Open ·
Nordic Open ·
North West of Ireland Open ·
Oki Pro-Am ·
Open Catalonia ·
Open de Andalucía ·
Open de Baleares ·
Open de Sevilla ·
Open Mediterrania ·
Open Novotel Perrier ·
Penfold Tournament ·
Perth International Golf Championship ·
Piccadilly Medal ·
PLM Open ·
Portugees Open ·
Roma Masters ·
Saint-Omer Open ·
Sanyo Open ·
Sarazen World Open ·
Scandinavian Enterprise Open ·
Schots PGA Kampioenschap ·
Siciliaans Open ·
Singapore Masters ·
Skol Lager Individual ·
TCL Classic ·
Tenerife Open ·
The Championship at Laguna National ·
The Heritage ·
Timex Open ·
TPC of Europe ·
Trophée Lancôme ·
Tunesisch Open ·
Turespaña Masters ·
Uniroyal International Championship ·
Vodacom Players Championship ·
Volvo Golf Champions ·
Volvo Open ·
W.D. & H.O. Wills Tournament ·
Wang Four Stars ·
Welsh Golf Classic